# Арапска музика
Арапска музика (арап. الموسيقى العربية) обухвата музику народа арапског говорног подручја и исламског културног круга на Блиском истоку (Саудијска Арабија, Јордан, Либан, Сирија, Ирак) и у северној Африци (Египат, Либија, Тунис, Алжир, Мароко), а у ширем смислу и музику народа новоперсијског и турског говорног подручја која се развила у посебне дијалекте (персијски, турски). Арапска музика вуче корене из народне музике арапских номада предисламског доба, а изграђивала се под утицајем ислама, класичних облика арапапске поезије и у додиру с музичким културама народа које је захватила исламска експанзија те је постала својеврсном синтезом разнородних музичких елемената. Све до новијих времена арапска музика се преносила усменом предајом, па се њена историја, изузев малобројних изворних музичких примера, изводи из посредних извора, поглавично из музичких теоретских дела и религијских докумената, а сама музика проучава се углавном у њеном данашњем стању. Развој арапске музике може се поделити у пет раздобља која се углавном подударају с важним догађајима арапске опште историје.

## Историја

### Предисламско раздобље
Предисламска или такозвана староарапска музика номада-бедуина има много заједничког с хебрејским или староегипатским мелизматичким облицима; израсла из говорних акцената, она је повезана с предисламским народним песничким облицима које су гајили путујући певачи-песници. Псалмодичко, солистичко, мелодијско декламирање народних епова уз пратњу гудачког инструмента ребаба може се убројити у примере изворне музике Бедуина. Мелодије имају мали опсег и карактеристичне микроинтервале; неки средњовековни теоретичари наводе поделу мале терце на шест различитих тонова. Мелодије се монотоно понављају од стиха до стиха; важну функцију има у тој музици ритам изведен из говорног ритма; њиме се опонашају кораци камиле и коњски галоп. Ови основни ритмови појављују се у најстаријим облицима арапске песме; то су по предању хид и хабаб. Од инструмената познати су од давнине: деф, пљоснат, четвороугаони, двоструко напети ручни бубањ који прати акценте говорног ритма, затим велики бубањ табл, па врста мандолине с дугим вратом и две жице тамбура и врста виолине са две жице и четвороугаоним или крушколиким резонатором ребаб (или рабаб).

### Раздобље развоја (од 662 до око 830 године н. е.)
У доба оснивања династије Омејида, великих освајања и ширења на исток арапска музика се обогаћује елементима сиријске, персијске и грчке музике употпуњене уметничким карактером. Појављују се професионални музичари који оснивају школе, настају оригинална дела, почиње да се развија диционални оријентални стил. Први пут се формулише дотад један појам музичког изражаја. Музика је додуше подвргнута поезији и Курану, али није више само допуна песничком музиком. Према савременим документима тежило се за уметничким ковањем примарно музичких елемената па у то доба постаје богатија, углађенија, изражајнија, опсегом шира; се и ритмичка грађа али нови се облици прилагођују захтев: рике; поједине су врсте раздељене према четири темељна и хазај (по свој прилици дводелни ритам марша), рамал (први тагил), други такил (сваки са по шеснаест доба) и мдкири, другог такила.
Инструментаријум се такође обогатио и прилагодио устаљеном напретку, особно проширењу лествице. Најважнији инструментаријум класичне арапске музике постаје лутњавуд или алвуд која је по својој прилици потекла од персијског барбата; има четири жице и типипичних је персијских имена барнм и зир а унутрашње арапских матб лат и удешена је у квартама.
Употребљава се и мизаф, врста харфе или цитре са дванаест жица канун, цитра у облику трапеза са по три жице за по већ споменуте тамбуре, а од дувачких, врста обое (или замр) и флаута — гесбах или кесбах (најчешће са девет рупе струка, флаута са пет рупа), која служи и за пратњу певача; музичка средишта била су, за време владавине Омејида, Дам Абасида, Багдад, где су музика и ликовне уметности доживеле велики процват. На дворовима калифа музика је постала део церемонијала. У току свечаности и службених пријема су наступали један за другим; отуд потиче израз науб, који је у музици испрва значио извођачки састав а касније зицију у облику низа инструменталних (и вокалних) ставки; свиту. У то доба су репродуктивни уметници често били композитори, учитељи, ствараоци инструмената и теоретици од првих арапских музичких теоретичара, Ибн Мусавих је певачки систем и проширио је опсег мелодике преко октаве ученика Муслим ибн Мухриза разбио је оквире класичног стиха и тиме омогућио богатији развој музичких линија, арапској балади грађеној у дугачком низу стихова једна и структуре, мелодијска се фраза обликовала према једру и затим понављала. Ибн Мухриз је проширио музичку фразу: стиха (по узору на персијску Рубавију); тако је настао облик који и данас постоји арапској музици. Карактер старог стиха сачувале су до најновијег доба псалмодичке рецитације које су једноставне, чисто метричке, без икаквих украса. На арапском двору гласовита је била породица музичара Ал Мав, на челу са Ибрахимом
(742—804), певачем и инструменталистом коме се приписује више од 900 композиција. Његов син Иш (?—850), певач, лутњист и теоретичар, систематизовао је арапску музичку теорију старије школе (умногоме подударану с Еу и описао њену практичну примену у два трактата: у мелодији и ритму и у Великој књизи песме. Ибрахим Мансур Залзал (?—791), такође дворски музичар, конструисао је нови тип лутње, уд аш шабут, која је била дужа од дотадашње.

### Раздобље ширења арапске културе на запад (до окончањаРеконкисте1492. године)
Освајање западних земаља арапској музици донео је нове утицаје, који се од запада пре и оплођују и укрштају. Покушај синтезе различитих музичких стилова нису успели због етничке разноликости. Већ на почетку ових похода истичу се два музичка средишта — један у Багдаду, и Кордоби — где се развијају различито усмерене школе; прва у Багдаду јавља се поред представника традиционалног, класичног стила и слободнија школа независних. У овом су раздобљу велики ирански филозофи, енциклопедисти и теоретичари музике — Алкинди
(око 790 — око 873), Алфараби (око 870 — око 950) и Авицена (арап. ibn Sina, 980—1037) — научно обухватили тековине исламске културе. Узори су им били грчки филозофи па и у теоријској систематизацији музике усвајају основе грчког система прилагођујући их арапској музици. Проучавају се у првом реду физикална својства тонова и интервала, обрађују врсте лествица, ритмички начини и инструменти. Висину тонова и њихове међусобне односе израчунавали су и утврђивали арапски теоретичари помоћу лутње (или
анбура); њене су празне жице биле угођене у тетракордима а тонски опсег је обухватао две октаве античког система телеион. Жице на хватаљки, готово редовно су делиле три непомичне пречилице из којих су произлазиле питагорејске вредности великог целог тона, мале и велике терце, чисте кварте и октаве са дијатонским низом од седам тонова који је био и остао темељ уметничке музике Блиског истока. Осим оваквим устаљеним бројем непомичних пречница, жице су се скраћивале даље већим или мањим бројем помичних пречница па су се на тај начин добивале различите полутонске, четврттонске па и мање вредности, а октава је обухватала често седамнаест до двадесет-четири тона. Највећи број помичних пречница сусреће се код Алфарабија, чија је такозвана материјална лествица на лутњи садржавала више од двадесет-пет степена у октави. Различите системе лествица или тонских родова изграђивали су и арапски теоретичари на основи тетракорда; карактеристично је међутим да су Арапи, супротно од Грка, који су лествицу сматрали узлазном линијом, што је по свему судећи изменило теорију о тонским родовима, односно о положају степена у сваком појединачном случају. Тај се преокрет најјасније огледа у хроматском тонском роду; док су код Грка мали интервали смештени у доњем делу кварте, код Арапа се налазе једина оба краја тако да највећи интервал долази у средини тетракорда (коме је повећана секунда). Та се појава назива оријенталном хроматиком. Полазећи од савршеног система, Алфараби је разврстао лествице у две групе тонских родова: јаке (дијатонске) и слабе (хроматске и енхармонске) са по 6 различитих врста у свакој групи. Унутар групе јаких тоналитета налази се дијатонска птолемејска лествица, карактеристична за данашњу оријенталну музику народа Средњег истока.
Авицена, који се по свему судећи ослањао на Птолемејеву теорију, набрајао је шеснаест тонских родова (седам јаких и девет слабих); интервали тих тоналитета могли су се разделити на три различита начина, тако да настане укупно четрдесет-осам комбинација.
У погледу ритма арапска теорија се битно разликује од западњачке, јер метричко-ритмички облици арапске музике нису симетрично наглашени, већ су засновани на слободном низању краћих или дужих ритмичких јединица (адитивна ритмика). Полази се од најмнање ритмичке јединице (као антички хронос протос) која се слаже са једном различитом ритмичком фигуром (игат) према метричким моделима
лоетике. По томе, што се ослања на акценте говора, арапска музика је сачувала до дан данас своју специфичност. У општој теорији о ритму, арапски теоретичари деле ритмове на састављене, који потичу од староарапског хазаја, и на растављене, односно прекинуте, који се састоје од низања ритмичких мотива у дуге периоде (дор), а оне често обухватају већи мелодијски комплекс. Пулсирање ритмичких фигура или периода одвија се самостално и прилично независно у мелодијском обличју тако да се мелодија и ритмички инструмент често укрштају.
Поред властите теорије ритмичких модела арапски средњовековни теоретичари (Алкинди, Авицена и други) изградили су теорију мелодијских модела (арап. maqam), односно карактеристичних мелодијских типова који композитору служе за уобличавање. Првобитно су то биле народне мелодије које су током времена типизоване, затим систематизоване и сведене у оквире одређених лествица. Главна музичка обележја макама су темељни тон, сваког појединог, и одређени број типичних мелодијских помака. Последњи велики теоретичар класичне, средњовековне арапске музике Персијанац Сафи Идин (1230—1294) класификовао је и први пут је именовао дванаест макама и шест авазата (секундарних мелодијских типова).

Велики процват арапска музика је доживела у освојеној Шпанији где се обогатила шпанским елементима. Развио се нови стил такозване Андалузијске школе коју је утемељио у Кордоби Зирваб (Абдул Хасан или ибн Xафи, око 800. године), знаменити певач, композитор, теоретичар и педагог. Зирваб је проширио опсег лутње додавши јој пету жицу хад и изградио властити музички систем који је изложио у двадесет-четири науба. Његова метода певања и распоред тих науба познати су по опису Ал Макарија: 
У Андалузији концерт почиње насхидом (рецитатив), који се пева у слободно одабраном ритму. Затим следи полагани део и приредба која се завршава са две полетне ставке, према правилима која је поставио Зирваб.
 Трагови Зирвабове школе назиру се у северноафричком подручју још и у 18. веку.
Осим Кордобе значајна су жаришта западноарапске музике Гранада, Валенсија и Севиља која је уједно и средиште градње музичких инструмената. У тим градовима је деловао читав низ истакнутих арапских музичара и теоретичара: Ибн Карија и Ибн Заи ал Хадад (Валенсија), Абу ал Хосен и Али Бен ал Хамра (Гранада), Али Бен Џадар, Абу Бакр ал Хасар, Абу Бакр Сабуни и Абу Бакр Бен Сарим (Севиља) те велики филозоф арапског Запада, уједно композитор и музички теоретичар Авемпаце (ибн Баџах, око 1090—1138). Карактеристично је да је у освојеним шпанским крајевима музички живот обухватио шире слојеве народа док је на Истоку музицирање углавном привилегија дворске елите, уметност виртуоза-солиста. Тако су под утицајем шпанске пучке референске песме настали нови строфни облици арапске лирике: мувешах и зајал који су слични ренесансној оди или балади. Мувешах је ближи класичној арапској метрици рамала, а мелодика је богато орнаментисана; неговали су га првенствено дворски песници виртуози (проналазак се приписује Обаду ал Куазазу из 11. века). Зајал представља пучку варијанту мувешаха у андалузијском дијалекту; сваком римованом стиху одговара друга мелодијска фраза. Неговао га је и проширио пучки песник и трубадур Ибн Гузман (12. век) чије су песме биле подједнако омиљене у Шпанији и земљама Блиског истока.
У афричким провинцијама испреплетали су се све до прве Реконкисте утицаји са Истока (особно из Сирије и Ирака) и са Запада. За време великих хришћанских освајања, протерани Арапи оснивају у берберској Африци културне центре у које пресађују уметничке традиције андалузијских градова. Развијају се четири музичка дијалекта чије варијанте одају порекло: туниска школа је под утицајем севиљске, алжирска под кордобским утицајем, а Тетуан и Фес ближи су стилски некадашњим средиштима у Валенсији и Гранади. Истодобно, исламска музика даље се шири у хришћанској Шпанији. Извештаји о Реконкисти и савремене хронике говоре о музичким приредбама на којима су учествовали хришћани, Јевреји и Сарацени; угледајући се на мухамеданске кнезове, хришћански владари уводе арапску музику у своје палате; дворски жонглери, плесачи и свирачи углавном су Арапи. Сам народ усваја сараценске песме тако да црквене власти најзад морају да интервенишу (концил у Валадолиду).

### Раздобље стагнације
Од 16. века па надаље, када је власт над исламским светом прешла у руке турских султана, развој арапске музике није више потпуно јединствен; стварају се све изразитије разнолични музички дијалекти (египатски, турски, персијски) а сама арапска музика у ужем смислу заправо стагнира. Традиционална, арапска музичка дела све више уступају место новим облицима махом турског порекла; то су на пример оркестрална предигра Песреф и мелизматичке песме Семаји, Накис и Кијамнатик. Од теоретских дела тог раздобља занимљива је мања расправа непознатог аутора Познавање осам тонова — која садржи једини до данас познати покушај нотације арапске музике: знакови арапског писма распоређени су према грчком алфабету (словна нотација). У трактату се налази и табулатура за лутњу угођену у квинтама; таква се лутња још и данас употребљава у Алжиру и Мароку (ковитра). У 18. веку јављају се покушаји ренесансе андалузијског стила. Ел Хаџалал ал Батла (1729—1757) из Феса, компонује наубу у тоналитету истихидл (пример такве наубе је дело Излазак месеца), сродну класичној науби дил Мухамед Ибн ал Хасан ал Хадик саставља збирку азјала и тавасиха
(ново име за мувешах) и свих класичних и неокласичних традиционалних песничких облика, које се разврстава у ред науба. У то доба настају и неке необичне еклектичке творевине; неки певач на пример саставља чудан мозаик реминисценција повезујући у целину египатски таксим, андалузијски мавг и друге фолклорне елементе.

### Најновије доба
У оквиру великог покрета за новим оживљавањем целокупне исламске културе и уметности, започела је и обнова арапске музике. Године 1932. одржан је међународни музички конгрес у Каиру, на којем је утврђен програм научног истраживања и сакупљања остатака исламске музике, те покретања њене обнове и припремања подлоге за развој који би се ускладио с развојем европске музике. С тим у вези основани су истраживачки институти у Каиру (Институт за оријенталну музику), Цариграду (у склопу Конзерваторијума), Анкари, Јерусалиму, Рабату (Конзерваторијум у сарадњи са Институтом за аутохтону уметност), Тетуану и другде, у којима се ради на сакупљању и систематизацији материјала.
На темељу досадашњих истраживања утврђено је да, упркос нејединствености данашње арапске музике, постоје одређена карактеристична својства заједничка свим арапским музичким дијалектима. То је пре свега појава микроинтервала; затим примена многобројних, разноврсних тоналитета: сваки тип мелодије и свака врста тоналитета обухвата осам тонова октаве, али се ти тонови могу одабрати између двадесет-четири лествичних степени; у мелодици се често сусреће повећана секунда; заједничко је обележје свих музичких дијалекта јесте смисао за сложене ритмове који се изводе на разноврсним удараљкама готово потпуно независно од мелодије; главно обележје обликовања је принцип слободног низања делова без динамичких врхунаца и богато орнаментисање на различите начине: вокализе, мелизми, трилери, кратки гутурални акценти, брзе пасаже. По грађи арапска музика је монофона, полифоних и хармонијских елемената нема, изузев неких облика хетерофоније (бордунске и остинатне форме). Код музицирања, карактеристична је склоност импровизацији, незнатној јачини звука и солистичкој првенствено вокалној или инструменталној изведби или малим, коморним саставима. Уопштено се у арапској световној и духовној музици данашњице може утврдити подела на западњачку дијалекталну групу која се надовезује на андалузијску традицију и на источњачку групу којој су главна средишта Каиро и Цариград.
У литургијској музици такође није спроведено јединство; Куран се данас чита на два начина: у службеном литургијском стилу који се креће између повишења говора и певања (такозвана кантилација слична силабичким рецитацијама псалама и лекција) и у концерталном стилу који је близу световном уметничком певању, богат мелизмима, са мелодијом која следи световне моделе макама. Осебујна творевина исламске духовне музике су молитвена позивања (одан) мујезина са минарета, обликована попут система рапсодичних увода (мавал) световног певања.

## Арапски уметници
Само неки од најпознатијих арапских музичара:
- Далида
- Сабах Факри
- Абдел Халим Хафез
- Тамер Хосни
- Ум Калтум
- Варта ал Џазаирија
- Магида ел Руми
- Латифа
- Калед
- Амр Дијаб
- Ненси Ајрам
- Навал ал Зогби
- Фајруз